# Thomas Macarte

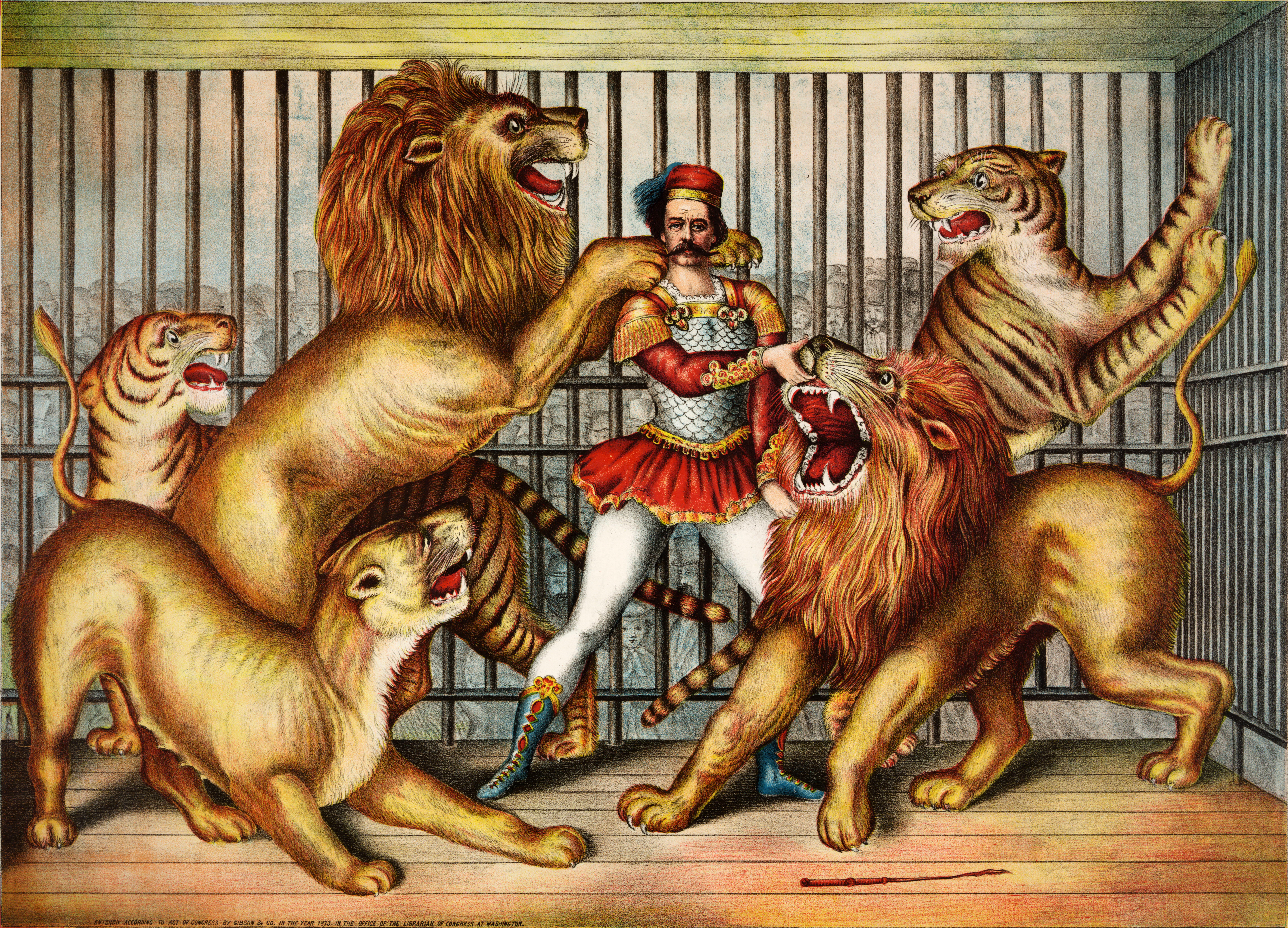
Un domador de leones (1873).

Thomas Macarte (Cork, c. 1839–Bolton,3 de enero de 1872) fue un domador de leones irlandés.

## Trayectoria

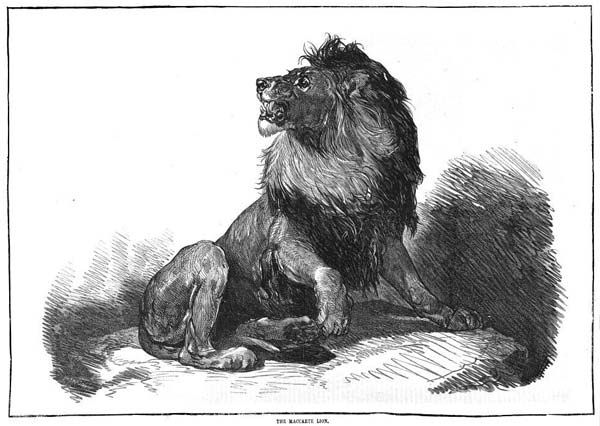
El 'león de Macarte', en The Illustrated London News, 1874.

Macarte nació en Cork, Irlanda, alrededor de 1839. Estaba casado pero no tenía hijos. Algunas fuentes afirman que era miembro de la famosa familia Macarte de artistas de circo y music hall que incluía a la artista ecuestre Marie Macarte y a las  Macarte Sisters. Había trabajado en ménageries desde la adolescencia, incluido el circo de los señores Bell y Myers y el American Hippodrome Circus, antes de unirse a la Mander's Menagerie, bajo el nombre artístico de Massarti, después de la muerte del famoso domador de leones Martini Maccomo en enero de 1871.
El 20 de noviembre de 1862, Macarte estaba trabajando como asistente de Alfred Moffat en el American Hippodrome Circus. Mientras actuaba el circo en Liverpool, pasaba junto a la jaula de los leones cuando una leona lo agarró por el antebrazo izquierdo, causándole daños tan graves que tuvo que serle amputado.  Tras el accidente, se le reconocía por beber alcohol antes de sus actuaciones.

Como sucesor de Maccomo en la Mander's Menagerie, se esperaba que el acto de Macarte fuera tan emocionante como el de su predecesor.  En sus inicios, no se le permitió trabajar con los tigres, pero sí empezar con los leones, sin embargo, a pesar de su indudable experiencia, se ponía nervioso con los grandes felinos y además tenía la costumbre de darles la espalda en la arena, lo que llevó a que se lo describiera como un "hombre muy audaz y aventurero que había sido amonestado con frecuencia respecto a su temeridad".  A pesar de haber sido advertido de los peligros que corría con esta práctica, continuó haciéndolo en su acto, lo que pudo haber contribuido a su muerte.

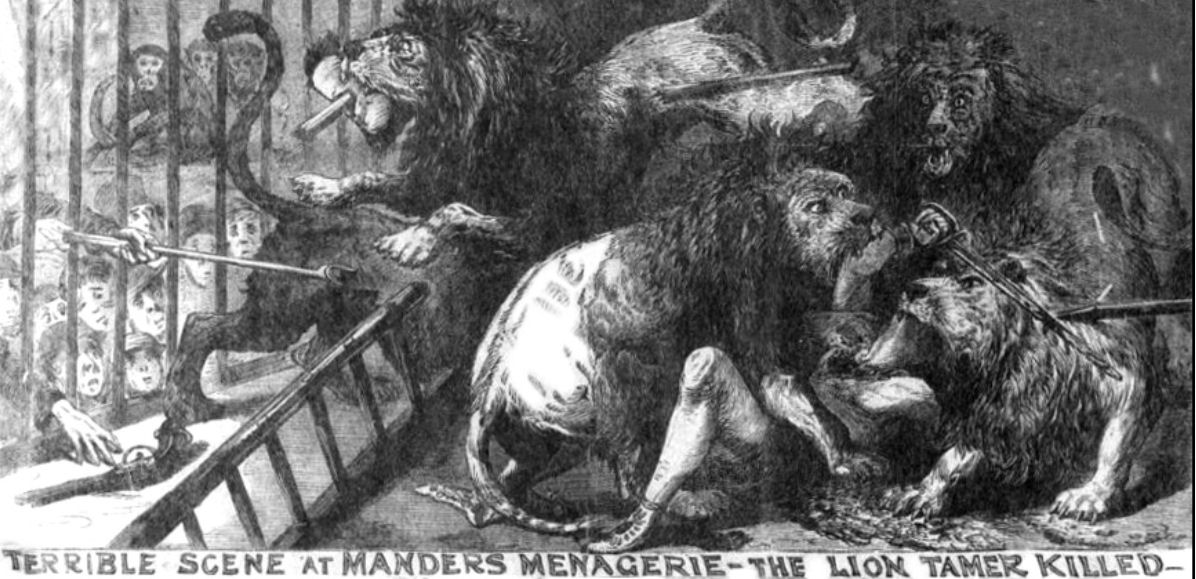
"Terrible escena en la casa de fieras de Manders: un domador de leones asesinado", The Illustrated Police News (1872)

La noche del 3 de enero de 1872, debía actuar ante una audiencia de unas quinientas personas, en el mercado de Bolton, Lancashire. Después de dar al público su habitual charla sobre los grandes felinos, entró en la jaula, donde fue atacado por los leones, a los que intentó repeler con su espada y una pistola de fogueo cargada, pero estos lo vencieron.
 

Un periodista del Manchester Evening News describió el ataque:
"Anoche tuvo lugar un asunto muy impactante en Bolton... Parte de la actuación consiste en una "caza del león", durante la cual cinco grandes leones son sometidos a diversos movimientos por un hombre, vestido con un uniforme francés [sic], cuyo nombre figura en los billetes como "Massarti", pero cuyo verdadero nombre es Thomas Macarte... Anoche, sobre las diez y media, se dio la última representación en relación con la 'visita de despedida' del establecimiento, y durante su avance Macarte resbaló y cayó al suelo mientras caminaba en una gran jaula con los cinco leones adultos. Uno de los animales más grandes, un león de Berbería negro, saltó inmediatamente sobre él con un rugido terrible y rápidamente fue seguido por sus compañeros. Siguió una escena horrible. Dentro de la guarida se produjo una tragedia espantosa: los gritos del infeliz que luchaba entre los colmillos de los brutos salvajes apenas se oyeron en medio de sus rugidos. Fuera de la jaula se presenció una escena no menos espantosa. Entre la gran multitud de visitantes, hombres fornidos chillaban, las mujeres se arrancaban el cabello y se desmayaban, y muchos no pudieron volver a sus hogares hasta que transcurrió un tiempo considerable. Macarte fue rescatado de los leones lo más rápidamente posible pero antes de poder hacerlo fue terriblemente desgarrado por sus dientes y garras, sus piernas, cabeza y mano fueron laceradas a tal punto que la carne fue completamente arrancada de los huesos".

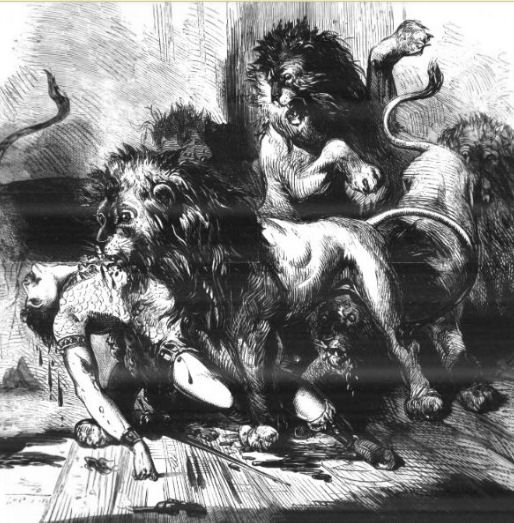
El ataque a Massarti el domador de leones (1872)

Era una práctica común tener hierros calientes listos para hacer retroceder a los leones en caso de un incidente así, pero en esta ocasión esto se había pasado por alto porque era una "actuación extra" que no estaba en el programa diario y para el momento en que los asistentes los tuvieron lo suficientemente calientes fue muy tarde. Otros artistas de la exhibición finalmente obligaron a los animales a regresar a una jaula interior, pero arrastraron a Macarte con ellos. Finalmente rescatado después de un cuarto de hora de ser mutilado, dijo: "Estoy acabado". Murió de camino a la enfermería.

Fue enterrado en la sección católica del cementerio Tonge en Bolton, el 6 de enero de 1872. En julio de ese año, la señora Rosina Manders, propietaria de la Mander's Menagerie desde la muerte de su marido en 1871, pagó un monumento para la sepultura consistente en una cruz de mármol blanco de casi 1 metro de altura colocada sobre una losa de mármol blanco apoyada sobre dos bloques más grandes de granito. La inscripción dice:
"En memoria del gran domador de leones, Thomas Maccarte, de 34 años, asesinado en Bolton, el 3 de enero de 1872, por los leones en la Star Menagerie de Manders. Erigido en memoria de un antiguo y fiel sirviente por la Sra. Rosina Manders, única propietaria de la Grand National Star Menagerie. "Cuando oigas hablar de un compañero mortal repentinamente sumergido en la eternidad, piensa en la misericordia que te ha salvado".
Más tarde, su esposa testificó en la investigación que uno de los leones le había mordido en su acto a principios de esa semana y le confió que le tenía miedo al animal, y que el día de su muerte, la había dejado alrededor de las 2:00 p. m. y no había regresado a tomar el té.  Su esposa relató al forense que en el momento en que la dejó esa tarde estaba sobrio, pero otros alegaron que pudo haber tomado unas copas antes de la actuación, de modo que cuando entró en la jaula en su traje de "gladiador" romano, parecía inseguro.  Tras su muerte, este león pasaría a ser conocido como 'El león de Macarte'. 

## El león de Macarte

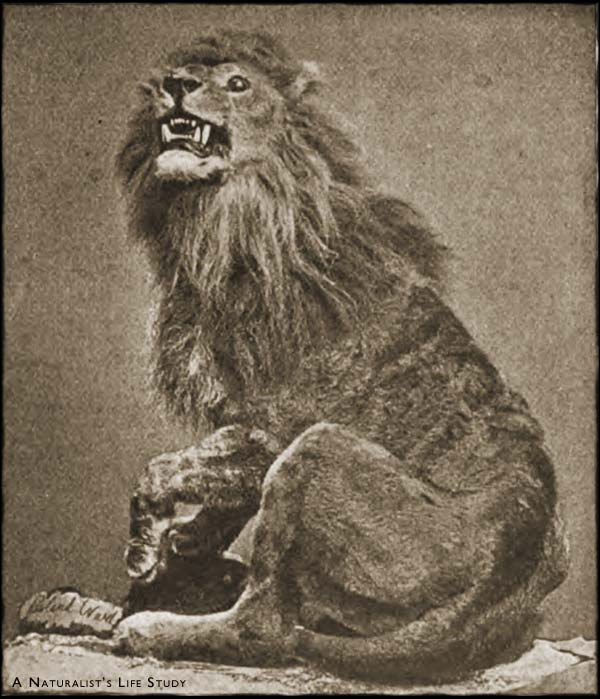
El 'león de Macarte' montado por el taxidermista Rowland Ward en 1874.

Después del ataque fatal, el león africano que inició la agresión, o 'León de Macarte', como se le conoció, se convirtió en una especie de celebridad. Murió de muerte natural en enero de 1874 con las heridas infligidas para repelerlo aún visibles del ataque de dos años antes. Fue disecado y montado por el taxidermista Rowland Ward, como 'un león herido' y exhibido en el escaparate de Ward and Co. en Piccadilly, Londres, donde atrajo fuertemente el interés por parte de los transeúntes. Se reprodujeron ilustraciones del león en The Illustrated London News y The Illustrated Sporting and Dramatic News,además de una fotografía de Ward en A Naturalist's Life Study in the Art of Taxidermy en 1913.